# Y Ban
Y Ban (tên khai sinh: Phạm Thị Xuân Ban) là bút danh của một nhà văn, nhà báo nữ Việt Nam. Mặc dù là hội viên Hội Nhà văn Việt Nam từ năm 1996, từng có nhiều tác phẩm xuất bản cũng như nhận được nhiều giải thưởng, bà chỉ thực sự được chú ý khi cho xuất bản cuốn I am đàn bà, một cuốn sách bày tỏ những khao khát về tình dục của phụ nữ và bị Cục Xuất bản thu hồi. Sau đó cộng thêm những phát biểu lạ tai như: Tôi đang viết "tiểu thuyết ba xu"!, tên tuổi của bà dần được biết đến hơn là những tác phẩm.

## Thân thế - sự nghiệp
Bà tên thật là Phạm Thị Xuân Ban, sinh ngày 1 tháng 7 năm 1961 tại Nam Định, trong một gia đình không có truyền thống văn chương. Năm 1978, bà lên Hà Nội theo học khoa Sinh học Trường Đại học Tổng hợp Hà Nội và tốt nghiệp Cử nhân năm 1982. Một số tài liệu lại ghi bà tốt nghiệp Trường Đại học Y Hà Nội.
Sau khi tốt nghiệp đại học, bà đã từng có thời gian làm giảng viên tại Trường Cao đẳng Y tế Nam Định và Trường Đại học Y Khoa Thái Bình. Trong thời gian giảng dạy, bà bắt đầu sáng tác truyện ngắn, lấy bút danh là Y Ban với ý nghĩa Ban ở trường Y.
Năm 1989, bà bỏ nghề dạy học, chuyển hẳn sang viết văn. Tháng 10 năm 1989, bà được cử đi học Trường Viết văn Nguyễn Du và tốt nghiệp năm 1992. Năm 1994, bà về Báo Giáo dục và Thời đại làm phóng viên cho đến ngày nay, từng giữ đến chức Trưởng ban biên tập.
Năm 1996, bà được kết nạp vào Hội Nhà văn Việt Nam. Bà được xem là một trong những nhà văn nữ có sức sáng tác và xuất bản đều đặn.

## Sự cố I am đàn bà và năm 2007 "đen đủi"
Năm 2006, bà cho xuất bản cuốn I am đàn bà, trong đó có truyện ngắn cùng tên mang nội dung bày tỏ những khao khát về tình dục của phụ nữ. Truyện ngắn gây được sự chú ý của nhiều người và được xét trao Giải nhì cuộc thi truyện ngắn năm 2006 trên báo Văn nghệ.
Tuy nhiên, tháng 3 năm 2007, Cục Xuất bản ra thông báo thu hồi quyển sách này nhưng không kèm một lý do nào.
Tháng 6 năm 2007, liên quan đến vụ đấu tranh chống tiêu cực tại Báo Giáo dục và Thời đại, bà bị kỷ luật bồi dưỡng kết nạp Đảng vĩnh viễn, bãi miễn chức phó chủ tịch công đoàn, phó chi hội trưởng chi hội nhà báo, trưởng ban biên tập.
Tháng 8 năm 2007, tại lễ trao giải thưởng của báo Văn Nghệ, Hội đồng giải thưởng đã ra quyết định rút giải thưởng của bà với lý do phạm quy. Y Ban từ chối bình luận về việc này, kèm theo với lời than thở "Năm nay tôi gặp nhiều việc đen đủi quá!".

## Đời tư
Bà hiện đang ngụ tại Hà Nội cùng với gia đình. Chồng bà, Trần Hoàng Cơ, là một nhà điêu khắc, cũng sinh năm 1961. Hai người lập gia đình năm 1985 và có với nhau 2 người con: 1 gái, 1 trai.

## Tác phẩm
1. Người đàn bà có ma lực (tập truyện ngắn, 1993)
2. Người đàn bà sinh ra trong bóng đêm (tập truyện ngắn, 1995)
3. Vùng sáng ký ức (tập truyện ngắn, 1996)
4. Truyện ngắn Y Ban (tập truyện ngắn, 1998)
5. Miếu hoang (tập truyện ngắn, 2000)
6. Cuộc phiêu lưu trên dòng nước lũ (truyện vừa viết cho trẻ em, 2000)
7. Cẩm Cù (tập truyện ngắn, 2002)
8. Cưới chợ (tập truyện ngắn, 2003)
9. Đàn bà xấu thì không có quà (tiểu thuyết, 2004)
10. Thần cây đa và tôi (truyện vừa, 2004)
11. I am đàn bà (truyện ngắn, 2006)
12. Xuân từ chiều (tiểu thuyết, 2008)
13. Hành trình tờ tiền giả (tập truyện ngắn, 2010)
14. Này hỏi thật thấy gì chưa đấy? (tập truyện ngắn, 2011)
15. Trò chơi hủy diệt cảm xúc (tiểu thuyết, 2012)
16. Người đàn bà và những giấc mơ (tập truyện ngắn, 2014)
17. ABCD (tiểu thuyết, 2014)
18. Sống ở đời biết khi nào ta khôn? (tập truyện ngắn, 2014)
19. Cuối cùng thì đàn bà muốn gì? (tập truyện ngắn, 2015)
20. Bất kham (tập thơ, 2018)
21. Có thể có có thể không (tập truyện ngắn, 2019)

## Giải thưởng
- Giải thưởng cuộc thi truyện ngắn của Tạp chí Văn nghệ Quân đội (1989 - 1990) cho truyện ngắn "Bức thư gửi mẹ Âu Cơ" và truyện ngắn "Chuyện một người đàn bà".[4]
- Giải nhì cuộc thi viết về Hà Nội của Nhà xuất bản Hà Nội năm 1993 cho tập truyện "Người đàn bà có ma lực".[4]
- Giải C của Liên hiệp các hội văn học nghệ thuật trao cho tập truyện "Miếu hoang" năm 2000.
- Giải nhất cuộc thi viết truyện ngắn giáo dục đạo đức cho thiếu niên và nhi đồng do Nhà xuất bản Giáo dục tổ chức năm 2000 trao cho truyện ngắn "Ngôi nhà thân nhiện".
- Giải nhì cuộc thi truyện ngắn năm 2006 trên báo Văn nghệ trao cho truyện ngắn "I am Đàn bà"[10]
- Giải C cuộc thi tiểu thuyết lần thứ ba (2006-2010) của Hội Nhà văn Việt Nam trao cho tiểu thuyết "Xuân từ chiều".[11]

## Chuyện bên lề
Năm 2008, bà cho xuất bản tiểu thuyết "Xuân từ chiều" với thủ pháp viết không xuống dòng gây ra nhiều sự chú ý. Tác phẩm nhận được Giải C cuộc thi tiểu thuyết lần thứ ba (2006-2010) của Hội Nhà văn Việt Nam.
Đầu năm 2010, bà cho ra mắt tay tập truyện ngắn mới, với tựa đề "Hành trình tờ tiền giả". Nguyên tên tác phẩm là Hành trình của tờ tiền giả, nhưng trong quá trình in ấn đã thiếu mất chữ "của".
Tại buổi tặng sách "Hành trình tờ tiền giả, bà ký tên thật "Xuân Ban" thay cho bút danh quen thuộc "Y Ban".